# The Rolling Stones British Tour
The Rolling Stones British Tour – pierwsza trasa koncertowa zespołu The Rolling Stones, w jej trakcie odbyło się sześćdziesiąt koncertów.

## The Rolling Stones
- Mick Jagger – wokal, harmonijka
- Keith Richards – gitara, wokal wspierający
- Brian Jones – gitara, harmonijka, wokal wspierający
- Bill Wyman – gitara basowa, wokal wspierający
- Charlie Watts – perkusja, instrumenty perkusyjne

## Lista koncertów
| Data                 | Miasto              | Kraj    | Miejsce              | Uwagi      |
| -------------------- | ------------------- | ------- | -------------------- | ---------- |
| 29 września 1963     | Londyn              | Anglia  | New Victoria Theatre | 2 koncerty |
| 1 października 1963  | Londyn              | Anglia  | Odeon Theatre        | 2 koncerty |
| 2 października 1963  | Londyn              | Anglia  | Regal Theatre        | 2 koncerty |
| 3 października 1963  | Southend-on-Sea     | Anglia  | Odeon Theatre        | 2 koncerty |
| 4 października 1963  | Guildford           | Anglia  | Odeon Theatre        | 2 koncerty |
| 5 października 1963  | Watford             | Anglia  | Gaumont Theatre      | 2 koncerty |
| 6 października 1963  | Cardiff             | Walia   | Capital Theatre      | 2 koncerty |
| 8 października 1963  | Cheltenham          | Anglia  | Odeon Theatre        | 2 koncerty |
| 9 października 1963  | Worcester           | Anglia  | Gaumont Theatre      | 2 koncerty |
| 10 października 1963 | Wolverhampton       | Anglia  | Gaumont Theatre      | 2 koncerty |
| 11 października 1963 | Derby               | Anglia  | Gaumont Theatre      | 2 koncerty |
| 12 października 1963 | Doncaster           | Anglia  | Gaumont Theatre      | 2 koncerty |
| 13 października 1963 | Liverpool           | Anglia  | Odeon Theatre        | 2 koncerty |
| 16 października 1963 | Manchester          | Anglia  | Odeon Theatre        | 2 koncerty |
| 17 października 1963 | Glasgow             | Szkocja | Odeon Theatre        | 2 koncerty |
| 18 października 1963 | Newcastle upon Tyne | Anglia  | Odeon Theatre        | 2 koncerty |
| 19 października 1963 | Bradford            | Anglia  | Gaumont Theatre      | 2 koncerty |
| 20 października 1963 | Hanley              | Anglia  | Gaumont Theatre      | 2 koncerty |
| 22 października 1963 | Sheffield           | Anglia  | Gaumont Theatre      | 2 koncerty |
| 23 października 1963 | Nottingham          | Anglia  | Odeon Theatre        | 2 koncerty |
| 24 października 1963 | Birmingham          | Anglia  | Odeon Theatre        | 2 koncerty |
| 25 października 1963 | Taunton             | Anglia  | Gaumont Theatre      | 2 koncerty |
| 26 października 1963 | Bournemouth         | Anglia  | Gaumont Theatre      | 2 koncerty |
| 27 października 1963 | Salisbury           | Anglia  | Gaumont Theatre      | 2 koncerty |
| 29 października 1963 | Southampton         | Anglia  | Gaumont Theatre      | 2 koncerty |
| 30 października 1963 | St Albans           | Anglia  | Odeon Theatre        | 2 koncerty |
| 31 października 1963 | Londyn              | Anglia  | Odeon Theatre        | 2 koncerty |
| 1 listopada 1963     | Rochester           | Anglia  | Odeon Theatre        | 2 koncerty |
| 2 listopada 1963     | Ipswich             | Anglia  | Gaumont Theatre      | 2 koncerty |
| 3 listopada 1963     | Londyn              | Anglia  | Hammersmith Odeon    | 2 koncerty |